# Portillo de Recoletos

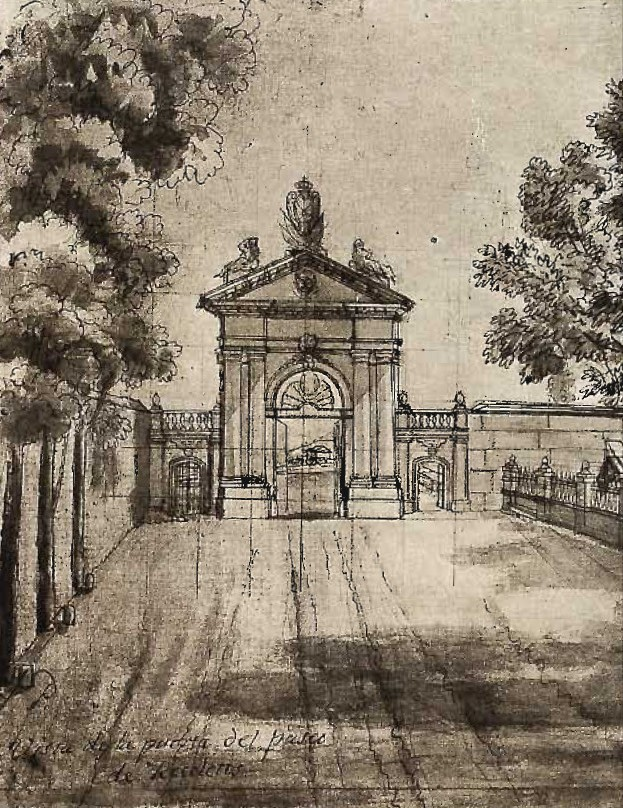
La puerta de Recoletos hacia 1756, en un boceto al aguatinta de autor anónimo.

La Puerta de Recoletos fue un acceso en el tramo norte de la cerca de Madrid. Denominado puerta y portillo indistintamente por los cronistas, estuvo situado en el Paseo de Recoletos, con ligeras variaciones de ubicación y aspecto.

## Emplazamientos y descripción
La primera puerta que tuvo este nombre se construyó en 1626, no pasando de ser un simple portillo abierto en la cerca, entre el vecino portillo de Santa Bárbara, al oeste, y la Puerta de Alcalá al este. Este paso estuvo inicialmente en Recoletos frente al solar que siglos después ocuparía la Biblioteca Nacional de España.
La segunda puerta, situada un poco más adelante –en la plaza de Colón, a la altura de la calle Génova– fue levantada «en 1756, al levantar la cerca de las Salesas por mandato de Fernando VI, con diseños de don Francisco Carlier y bajo la dirección de don Francisco Moradillo». El médico higienista Pedro Felipe Monlau describe del siguiente modo la puerta: «Consiste en un arco de medio punto con archivolta y en la clave un mascarón de mujer dentro de una concha. Decoran este arco cuatro medias columnas dóricas pareadas, que sientan sobre un primero y segundo zócalo. Sobre el correspondiente cornisamento se eleva un frontispicio triangular con escudo de armas reales en la cumbre, y a los lados dos figuras alegóricas algo inclinadas, que al parecer representan la Abundancia. En cada lado hay una puerta pequeña de arco a regla, coronada con una balustrada [sic], bien inútil por cierto, y debajo de la misma y encima de la puerta se ve un tarjetón en cada una con inscripciones tan pretenciosas como ridículas. La decoración es totalmente igual en ambos frentes; y la materia piedra de Colmenar en los adornos, y granito en lo demás.»
Su cierre se llevaba a cabo con rejerías que desaparecieron en 1826. En 1863 la puerta se desmontó y los restos de piedra se emplearon en otras obras municipales.